# 九広鉄路
九広鉄路（きゅうこうてつろ、九廣鐵路, Kowloon Canton Railway, KCR）は、かつて存在した香港の九龍と中国大陸の広州間を結んでいた鉄道路線である。大陸側では広九鉄路（广九铁路）と呼ばれる。当初の路線は、現在香港側がMTR東鉄線、大陸側が広深鉄路として運営されている。

## 歴史

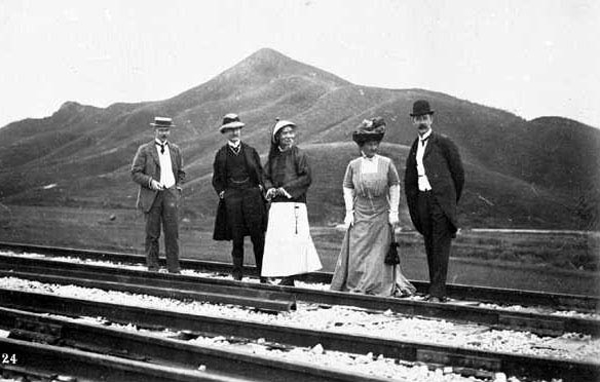
九広鉄路英段を視察するサー・フランシス・ヘンリー・メイ総督夫妻 (1910年)

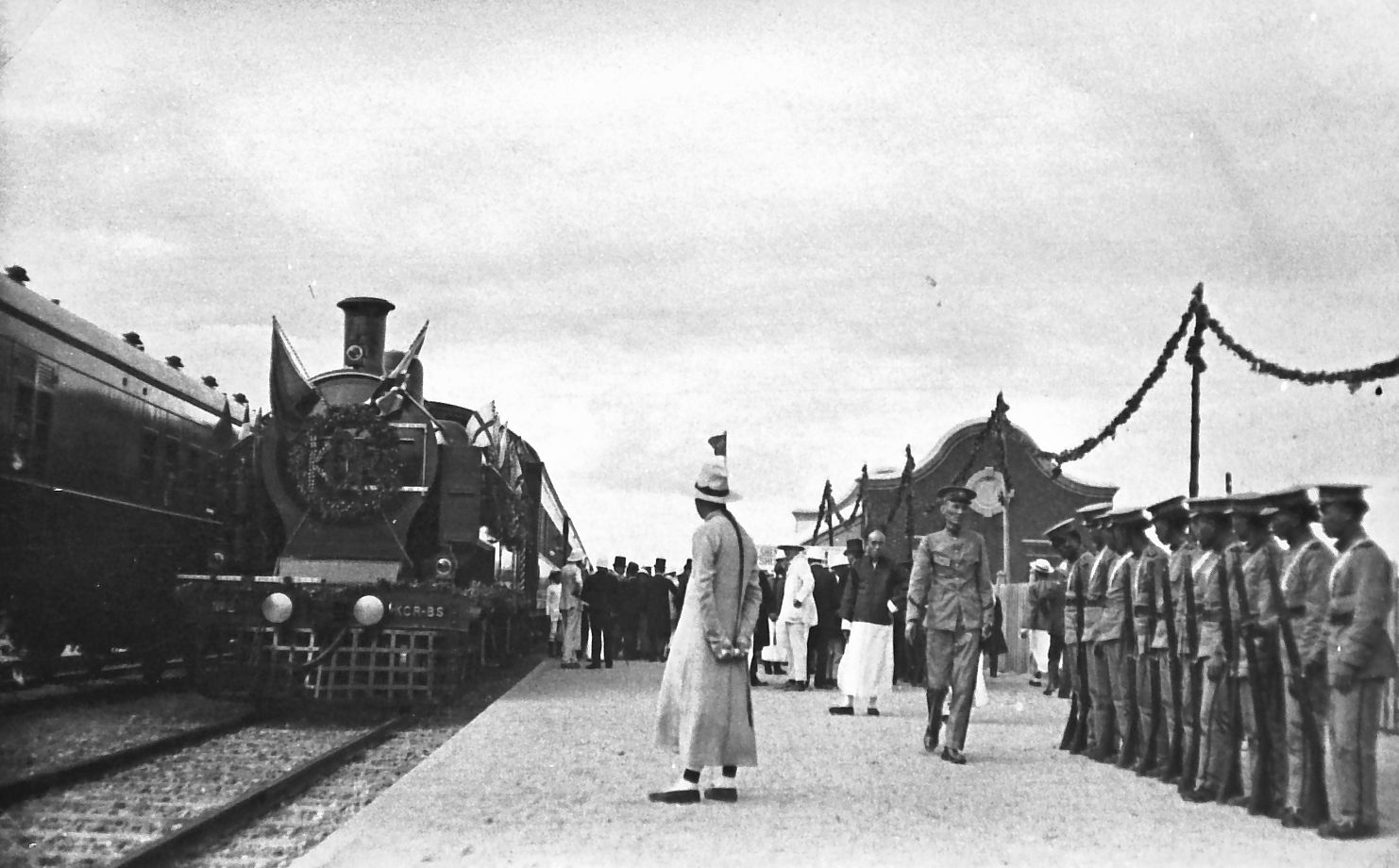
九広鉄路華段が開通し、深圳に入る汽車 (1911年10月)

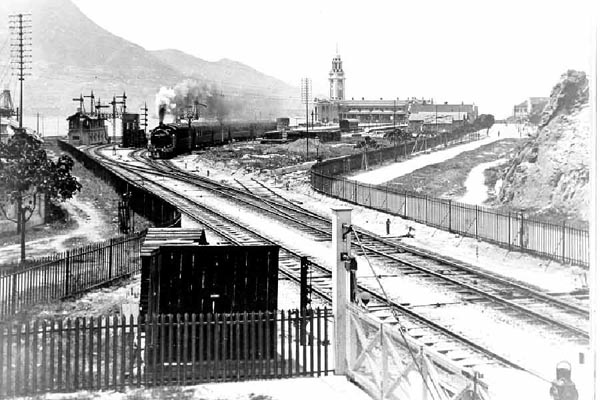
1920年代の旧尖沙咀駅

英領香港を通る九広鉄路英段 (Kowloon-Canton Railway British Section，KCRBS) が1906年に建設を開始、1910年に開通し、清国領を通る華段 (The Chinese Section of the Canton-Kowloon Railway) が1911年に開通する。ただし英段側終点の尖沙咀駅は第一次世界大戦の影響で未完工であり、その後の1913年に完成する。
元々直通運転だったこの路線は、1949年の中華人民共和国成立により国境での分断運転となる。華段は深圳駅を終着駅とする広深鉄路となり、英段の終着駅は羅湖駅となる。1979年には直通運転が復活、以来香港と中国内陸部との大動脈として機能し、広東省の広州（~広州東駅）や仏山（~仏山駅）、また北京（~北京西駅）や上海（~上海駅）まで運転される
1973年、英段で複線化事業が開始される。1975年11月30日、終点の尖沙咀駅が移されて九龍駅となり、旧駅舎は鐘楼だけを残し取り壊される。
開業以降、1982年5月16日の九広東鉄沙田電化開業までは、1時間に1本程度のローカル線然とした運行形態であった。羅湖駅までの電化が完成したのは1983年7月15日である。電化以降、香港領内では新界北部の通勤の足として機能する様になり、それに合わせて沿線の宅地開発が急速に進んで行く。開発後は超高層アパートが数多く建設された。
九広鉄路は香港政庁の部門から会社に組織転換され、1983年2月1日に九広鉄路公司 (Kowloon-Canton Railway Corporation，KCRC) が成立する。しかし、その後も政府が全株所有し続け、また労使関係や組織の硬直化が問題視された。
1988年9月18日、新界西北部のニュータウンにLRT (軽便鉄路) が開通。1990年代の西部鉄路走廊の建設に伴い、九広鉄路英段は九広東鉄となり、軽便鉄路は九広軽鉄となる。
2003年12月には、九龍中心部と香港のベッドタウンである新界中央部とを結ぶ九広西鉄が完成した。LRTは開通後の長い間香港内のその他の軌道系交通とは隔離された存在であったが、この九広西鉄開業で同時にリンクされ、元朗や屯門と言った新界西部地区に於ける交通網整備の飛躍的向上に繋がった。その後2004年には尖東駅が開業し再び尖沙咀地区まで延伸した。2007年の港鉄との合併後は路線名が西鉄線へと改称された。その後の2009年にはさらに延伸、東鉄線(九広東鉄から改称)と接続し、東西の接続駅は元の起点であった紅磡駅となった。
これとは別に2004年には九広鉄路の支線である九広馬鉄が開通し、新界沙田地区東側のベッドタウンと都心とを結ぶ路線が開通した。

### 両鉄合併
2007年12月2日には経営効率化のため既に民営化されていた香港鉄路有限公司 (MTR Corporation Ltd.) に運営権が移譲され、車両と施設を九広鉄路公司が香港鉄路有限公司に貸し出す形をとる。MTR（港鉄）の路線となるに伴い、九広東鉄は東鉄線、九広西鉄は西鉄線、九広軽鉄は軽鉄等となる。
合併直前の2007年8月15日には、新たな支線として、上水駅から伸びる落馬洲支線が開通した。これは、香港と中国の深圳との間の出入境検査場で唯一、鉄道駅が直結していた羅湖口岸の混雑緩和のために、福田口岸とともに建設されたものである。
九広鉄路の全駅でオクトパスと呼ばれる、非接触型ICプリペイドカードが使用出来る。また九広鉄路公司では、KCR路線上の駅から周辺の住宅地まで旅客を運輸するフィーダーバス路線も展開していた。

## 路線
| 路線名                       | 区間                                 | 距離    | 開通年 |
| ---------------------------- | ------------------------------------ | ------- | ------ |
| 九広東鉄 (KCR East Rail)     | 紅磡 (Hung Hom) - 羅湖 (Lo Wu)       | 35.5 km | 1910年 |
| 九広西鉄 (KCR West Rail)     | 紅磡 (Hung Hom) - 屯門 (Tuen Mun)    | 35.7 km | 2003年 |
| 馬鞍山鉄路 (Ma On Shan Rail) | 大圍 (Tai Wai) - 烏溪沙 (Wu Kai Sha) | 11.4 km | 2004年 |
| 九広軽鉄 (KCR Light Rail)    |                                      |         | 1988年 |

### 沙頭角支線（廃線）
粉嶺 (Fanling) - 洪嶺 (Hung Ling) - 禾坑 (Wo Hang) - 石涌凹 (Shek Chung Au) - 沙頭角 (Sha Tau Kok)
1912年開通、1928年廃止。
九広鉄路 (英段)は当初軌間610 mmの軽便鉄道として着工されたが、工事途中で標準軌（1435 mm）に変更された。このため不要となった軽便鉄道用の資材や車両を転用して建設されたのが、沙頭角支線だった。旅客列車は全線11.67 kmを55分かけて走り、かつ客車には屋根がないトロッコのような台車が使用されていた。このため、1927年に並行する道路が開通すると乗客が激減し、翌年廃止された。

### 和合石支線（廃線）
粉嶺 (Fanling) - 和合石 (Wo Hop Shek)
1949年開通、1983年廃止。
粉嶺駅南側の本線上から分岐し、和合石へ至る路線で、途中駅はなかった。
和合石は大規模な墓地がある場所で、埋葬する遺体を運ぶ霊柩列車を運行するために建設され、清明節や重陽節などの墓参シーズンには臨時の旅客列車も運行された。九広東鉄の電化に伴い廃止された。

## 施設
- 香港鉄路博物館